# Ábrahám apokalipszise
Ábrahám apokalipszise az i. e. 100 körül keletkezett, ószláv nyelven fennmaradt apokrif könyv.

## A mű rövid leírása
A mű két részre osztható. Az első egy midrás-elbeszélést tartalmaz Ábrahám megtéréséről (1-8. fejezet). A második teljes mértékben apokaliptikus jellegű (9-32. fejezet), az Ábrahámnak adott kinyilatkoztatást tartalmazza magjának jövőjével kapcsolatban, miután időlegesen felment a mennybe Jaoel arkangyal vezetésével. A pátriárkának áldozatot kell előkészítenie, hogy a jövőre vonatkozó kinyilatkoztatást megkapja. A 40 napos út után az áldozatot a Hóreben mutatja be. Azázél közbeavatkozik, hogy eltérítse Ábrahámot. Jaoel visszautasítja a gonosz angyalt, megparancsolja neki, hogy távozzon, és kijelenti, hogy az Azázélnek szánt mennyei lakás most Ábrahámé lesz, Azázél viszont Ábrahám halandóságát kapja meg (13. fejezet). A 4Ezd 3,13 ismeri az írást: „és kedvelted őt (Ábrahámot), és egyedül neki éjjel titokban kinyilatkoztattad az idők végét”. 
Ábrahám magja arra rendeltetett, hogy a gonosz angyalok elhagyta helyet átvegye a mennyben, de megjövendöli azt is, hogy a választottak helyeinek száma előre meg van határozva az angyalok bukását követő szabad helyek száma szerint (4Ezd 5.). A könyv ismeri a két eón fogalmát. A jelenlegi világ rossz és romlott (4,17) és addig tart, amíg a pogány nemzetek uralkodnak a zsidók felett. Az eljövendő korszak az igazak eónja.
A rossz eredetét az első emberpár bukásával magyarázza, aminek az oka a kígyó, Azázél eszköze (23. fejezet). Az írás hallgat az igazak feltámadásáról, akik a halált követően az égbe kerülnek, hogy élvezzék az Édenkert gyümölcseit (21. fejezet), míg a gonoszok eltűnnek és Azázéllel egyesülnek. A könyv ismét felveszi az isteni trónszékkel kapcsolatos spekulációk fonalát, amelyet az Ezékiel 1. inspirált. Isten a hetedik égben trónol, angyaloktól övezve. A misztikusnak át kell hatolni a különböző egeken, mielőtt elérné a kontemplációt.